# Fondation La Vie au grand air / Priorité enfance
 (avril 2019).
La Fondation La Vie au Grand Air / Priorité Enfance, créée en 1927 par Madame Victor Boucher, est un acteur de la protection de l’enfance. Elle vise à accueillir, protéger et accompagner des enfants et des jeunes en situation de précarité et de souffrance, qui lui sont confiés par les services d’Aide sociale à l’enfance des conseils départementaux ou les Juges pour enfants, tout en soutenant leur famille. Fondation reconnue d’utilité publique, elle gère en 2018 23 établissements, siège inclus, répartis sur 15 départements.

## Historique

### 1927-1945: Création de « La Vie au Grand Air pour l’enfance malheureuse »
Reconnue association d’utilité publique en 1931, elle deviendra Fondation reconnue d’utilité publique « La Vie au Grand Air » en 1982. Ce sont d'abord des personnalités du monde du spectacle (Victor Boucher, Pierre Blanchar, Pierre Fresnay, etc.) qui créent, surveillent et même financent les premiers placements familiaux. La Maréchale Lyautey, le Président Doumergue, le Président et Madame Raymond Poincaré, le Général Gouraud ont fait partie du comité de patronage.
L’association a alors pour but de procurer quelques mois de séjour à la campagne aux enfants anémiés par les privations, les maladies, l'air vicié des villes. Elle vise également à soustraire certains enfants aux influences pernicieuses, aux mauvaises fréquentations en cherchant à leur faire prendre goût à la campagne. Depuis 1927, ce double objectif de départ : accueillir les jeunes les plus démunis et mener une action de protection et d'éducation, a été poursuivi et développé.
Les subventions publiques étaient alors rares et d'un montant très limité. C'est donc grâce au dévouement des "dames quêteuses" et à celui d'artistes qui acceptent de participer bénévolement à des fêtes de charité et à des galas de bienfaisance que ces actions peuvent perdurer et se développer. La première maison d'enfants est ouverte le 1er octobre 1935 à Folembray, dans l'Aisne.
En dépit des difficultés de la Seconde Guerre mondiale, l'association continue à accueillir les enfants. Après la guerre, elle étend ses actions avec l'ouverture de nouvelles maisons d'enfants, de centres d'accueil axés sur l'éducation, la scolarité, l'ouverture professionnelle et le placement familial pour accompagner les enfants laissés pour compte.

### 1945-2000: Développement et professionnalisation
Dans les années 60, l'association se développe et se professionnalise en offrant des formations à ses éducateurs. La vie au grand air signe sa première convention de mission de service public avec le département de Seine-et-Oise. Cela marque le début d'une association des financements publics et privés pour mener ses actions.
Quelques dates significatives :
- 1965 : création du Groupe d'Études des Milieux Éducatifs Suppléant la Famille (GEMESF), qui insiste sur la qualification et la formation du personnel.
- 1970 : création du COPES (Centre d'Orientation Psychologique et Sociale) dirigé par le Docteur Michel Soulé, avec la participation active du Docteur Jean-Claude Delaporte (dont le travail marque l'évolution de l'Aide Sociale à l'Enfance) et de Simone Veil.
- 1982 : la fondation est reconnue d'utilité publique[2].

### La Fondation auXXIesiècle
En 2017, La Fondation fête ses 90 ans en adoptant le nom Fondation La Vie au Grand Air I Priorité Enfance et la devise « penser à tous les enfants, c’est une question d’avenir ». Elle développe les partenariats pour proposer des découvertes culturelles et sportives aux enfants ,, et des découvertes de différents milieux professionnels aux jeunes.

## Chiffres clés
La Fondation est présente dans 15 départements en France avec 24 établissements et un siège pour accompagner plus de 3.200 enfants avec 1.200 professionnels. Cela représente une activité de près de 628 900 journées éducatives.

## Présidents d'honneur
- Dominique Graber
- Jérôme Saltet
- Pierre Recher